# Proteína NEDD4
La NEDD4 (del inglés, Neural Precursor Cell Expressed Developmentally Downregulated Protein 4) es una proteína ubiquitina-ligasa E3 codificada por el gen NEDD4. Se trata de una enzima, ubicado en el citoplasma celular, que marca proteínas para ser degradadas en el proteosoma para sufrir el proceso de ubiquitinación, y regula funciones celulares como la señalización, el ciclo celular y la apoptosis. Además, participa en la homeostasis celular y en la respuesta a diferentes estímulos, influenciando la estabilidad de proteínas clave en la membrana celular. La regulación anormal de la proteína NEDD4 se ha relacionado tanto a daño hacia tejidos normales como al desarrollo y la progresión del cáncer. Además, desempeña un papel fundamental en la regulación de varios receptores de membrana, componentes de la maquinaria endocítica y el gen supresor tumoral PTEN.

## Estructura
La familia de proteínas NEDD4 sigue una clásica estructura determinada por la inclusión de dominios C2, WW ricos en triptófano y de ubiquitina ligasa, los cuales les dan sus clásicas estructuras y funciones.
Los dominios C2
Siempre se encontrarán en el lado N-terminal de la secuencia peptídica y consisten de módulos de 120 aminoácidos y 8 láminas beta anti-paralelas que dan lugar a tres anillos esenciales que actúan como lugares de unión para el calcio y facilitan la unión a de la proteína a los fosfolípidos de membrana. La función de estos dominios C2 en la familia NEDD4 aun no está determinada del todo pero se cree que podría influir en la distribución de estas proteínas hacia membranas intracelulares específicas cuando aparecen cambios en las concentraciones de calcio. 
El dominio de ubiquitina ligasa
En el otro extremo de la proteína extremo C-terminal, es el dominio más largo de los tres, constituido por aproximadamente 350 aminoácidos  que le otorgan la especificidad de sustrato necesaria para actuar como un dominio catalítico de ligasa de ubiquitina HECT en el extremo C-terminal, dando paso a la activación de la proteína mediante un enzima activador de ubiquitina.
El dominio WW
Se encuentra entre los dos dominios anteriores cuyo nombre es dado por la presencia de dos residuos de triptófano y uno de prolina en una secuencia de 35 aminoácidos. Estos dominios cuentan con un núcleo hidrofóbico rodeado de láminas beta con un número considerable de residuos con carga que permiten la unión de secuencias ricas en prolina. Distintos dominios WW pueden tener afinidades diferentes con substratos, lo que da la posibilidad de que en una misma proteína como la NEDD4 estos dominios interactúen con una gran variedad de otras proteínas.

## Gen
El gen NEDD4 se ubica en el cromosoma 15, en su brazo largo q, concretamente en la banda 21 y la sub-banda 3; utilizando la sintaxis del locus, de manera resumida: 
15q21.3.

## Expresión
El gen Nedd4 de ratón fue identificado primero, mediante clonación por substracción en el cerebro embrionario, donde se concluyó que Nedd4 tiene expresión génica más intensa en el sistema nervioso central durante la neurogénesis y disminuye su expresión a medida que el desarrollo avanza. Sin embargo, su expresión también se encuentra en otros tejidos embrionarios y persiste en la mayoría de los tejidos en adultos.
Mediante la utilización de un mapeo cromosómico y un panel de cruces entre especies, se ha podido determinar que el gen Nedd4 del ratón se ubica en el cromosoma 9. Mientras que, en el genoma humano este mismo gen se encuentra en el cromosoma 15 brazo q, banda 21.3 (en resumen 15q21.3) y comprende 30 exones (HGNC:7727), que codifican una proteína de aproximadamente 120 KiloDaltons.
 El gen codifica para cinco variantes de la proteína NEDD4, las cuales comparten una identidad del 100% desde el primer dominio WW hasta el final de la proteína, solo variando en la región N-terminal que incluye el dominio C2. La proteína NEDD4 se localiza en el citoplasma, principalmente en la región perinuclear y en la periferia citoplasmática.

## Función
Es una proteína ubiquitina-ligasa E3, EC:2.3.2.26 (Aminoaciltransferasa). 
- Ubiquitinación de las proteínas: NEDD4 se encarga de marcar proteínas para su degradación mediante un proceso conocido como ubiquitinación. Este proceso es crucial para mantener el equilibrio de proteínas en la célula y eliminar aquellas que son dañinas o innecesarias.[10]
- Regulación de canales iónicos: NEDD4 regula el canal de sodio epitelial (ENaC) en los riñones, donde su acción de ubiquitinación disminuye la actividad de este canal, promoviendo así la excreción de sodio y agua. Esto es importante para el equilibrio de electrolitos y la presión arterial.
- Modulación de vías de señalización: Además de su función en la degradación de proteínas, NEDD4 influye en diversas vías de señalización celular, afectando procesos como la proliferación celular y la apoptosis (muerte celular programada).
- Implicaciones en cáncer: La desregulación de NEDD4 se ha asociado con varias enfermedades, incluyendo ciertos tipos de cáncer, lo que sugiere que esta proteína podría ser un objetivo prometedor para terapias en oncología.[11] Su regulación está asociada con el pronóstico y la resistencia a la quimioterapia en el adenocarcinoma de pulmón, lo que sugiere que podría ser un biomarcador útil y un objetivo terapéutico en el tratamiento del cáncer. La desregulación de NEDD4 y otras ligasas E3 de tipo HECT está implicada en la autogafía defectuosa en células cancerosas, lo que ofrece perspectivas terapéuticas para abordar estos defectos moleculares.[12][13]
- Lesión por reperfusión miocárdica: NEDD4 también ha mostrado potencial en la mejora de lesiones por reperfusión miocárdica al prevenir la piroptosis (muerte celular programada de tipo inflamatoria)[14] de macrófagos. Este proceso es crucial para reducir el tamaño del infarto y mejorar la supervivencia tras un infarto de miocardio. NEDD4 inhibe la activación del inflamasoma NLRP3( un complejo proteico que regula las respuestas inmunes innatas mediante la activación de la caspasa-1 y las citocinas inflamatorias interleucina (IL)-1β e IL-18)[15] y la piroptosis en células tratadas con lipopolisacárido y nigericina, lo que sugiere su potencial como objetivo terapéutico en lesiones microvasculares tras la reperfusión miocárdica.[16]
- Gemación viral: NEDD4 participa en el proceso de gemación de ciertos virus al facilitar su salida de las células infectadas.  Muchos virus contienen un dominio conocido como PY en sus proteínas de la matriz, lo que les permite interactuar con los dominios WW de NEDD4. Esta interacción es clave en la liberación de partículas virales, un proceso que utilizan virus como el Ébola, el sarcoma de Rous, el virus Mason-Pfizer del mono, el virus de la leucemia murina, el virus de Marburgo y el virus de la inmunodeficiencia humana (VIH).[9]  Por ejemplo NEDD4 se relaciona con moléculas del complejo ESCRT. La proteína Alix, al unirse a NEDD4, facilita la liberación de partículas virales cuando interactúa con la proteína Gag del VIH-1. Además, NEDD4 se une y ubiquitina a la proteína de membrana 2A (LMP2A) del virus de Epstein-Barr, lo que permite la señalización en las células B y favorece la infección del virus.[17]
- Regulación endocítica y tráfico vesicular:  NEDD4 regula el movimiento y la organización de proteínas en la célula al unirse a ellas y añadirles ubiquitina, lo que permite que sigan una ruta ordenada y lleguen a su destino correcto. Interactúa, por ejemplo, con proteínas como 22-adaptativa y Hgs, a las que añade ubiquitina para facilitar su desplazamiento y absorción en la célula. También controla el transporte de LAPTM5 hacia los lisosomas y modifica a GGA3, permitiendo que se forme un flujo coordinado de proteínas en la célula.[9]

## Historia
En el año 1992, un equipo de investigación dirigido por Kumar y colaboradores clonó el gen NEDD4 en ratones. Este gen fue nombrado Nedd, las siglas en inglés de "Neural precursor cell expressed developmentally down-regulated," ya que su expresión disminuye a medida que las células nerviosas maduran. Este descubrimiento surgió del análisis de genes que presentan expresiones variables en el sistema nervioso central, donde se observó que el gen NEDD4 tenía una alta expresión en las primeras etapas del desarrollo neuronal.
El estudio de la estructura de la proteína NEDD4 permitió observar la presencia de un único dominio C2 en el extremo N-terminal, un dominio conocido por facilitar la unión a calcio y lípidos, permitiendo que las proteínas interactúen con las membranas celulares. Además, en la región central de la proteína se identificaron tres repeticiones de aproximadamente 40 aminoácidos cada una, con dos residuos de triptófano (W) conservados. Estas repeticiones, llamadas posteriormente dominios WW, funcionan como secciones de interacción proteína-proteína y se encuentran en muchas otras proteínas.
En 1993, se descubrió que la región C-terminal de NEDD4 era similar a la de otra proteína llamada E6-AP que es conocida por su relación con la oncoproteína (Un oncogén es un gen anormal o activado que procede de la mutación de un alelo de un gen normal llamado protooncogén. Los oncogenes son los responsables de la transformación de una célula normal en una maligna que desarrollará un determinado tipo de cáncer.)
E6 del virus del papiloma humano. E6-AP fue la primera proteína identificada como una "ligasa de ubiquitina", en la que el extremo C-terminal participa en la transferencia de ubiquitina a otras proteínas, marcándolas para su degradación. La similitud de sus estructuras sugirió que el extremo C de NEDD4 también podría tener una función de ligasa de ubiquitina.
Este descubrimiento llevó a clasificar a NEDD4 y otras proteínas con un dominio similar al de E6-AP dentro de una familia de ligasas de ubiquitina conocidas como ligasas HECT (homólogo al extremo C de E6-AP). Con el tiempo, se identificaron muchos miembros en esta familia con funciones importantes en la regulación de proteínas. NEDD4 y otras proteínas de esta familia, como NEDD4-2, SMURF1 y SMURF2, son esenciales en el proceso de ubiquitinación, regulando la estabilidad y destino de diversas proteínas en la célula.

## Modulación de las vías de señalización por parte de NEDD4
- Modulación de TrkA y NGF: NEDD4-2, una variante de NEDD4, modula las funciones del receptor TrkA (Tropomyosin receptor kinase A)[19] mediadas por el factor de crecimiento nervioso (NGF) tanto in vitro como in vivo. Esto se logra a través de la ubiquitinación de TrkA, lo que regula su tráfico intracelular. La reducción de NEDD4-2 en neuronas sensoriales disminuye la ubiquitinación de TrkA, alterando su clasificación intracelular y, por ende, su señalización. Este proceso es específico para TrkA, ya que no afecta al receptor de neurotrofinas p75 (proteína transmembrana que se une al factor de crecimiento nervioso (NGF),[20] lo que subraya la especificidad de NEDD4-2 en la modulación de vías de señalización mediadas por NGF.[21]

- Interacción con AMPK: NEDD4-2 también interactúa con la proteína quinasa activada por AMP (AMPK), regulando canales de sodio como el ENaC. Esta interacción es transitoria o indirecta, y ambas proteínas se regulan recíprocamente: NEDD4-2 ubiquitina a AMPK, mientras que AMPK fosforila a NEDD4-2. Esta regulación recíproca es crucial para el control de la actividad de los transportadores de membrana, lo que afecta directamente a la señalización celular.[22]

- Regulación del Transportador de Glutamato GLT-1: La ubiquitinación del transportador de glutamato GLT-1 por NEDD4-2 desencadena su endocitosis tras la activación de la proteína quinasa C. Este mecanismo regula la concentración de GLT-1 en la membrana plasmática, lo cual es relevante en situaciones de excitotoxicidad, como la isquemia o lesiones cerebrales, donde el glutamato extracelular está elevado.[23]

El estudio de las redes de señalización celular, incluida la participación de NEDD4, ha avanzado significativamente. Estas redes deben funcionar de manera controlada para asegurar la homeostasis. Alteraciones en estas redes, como las causadas por cambios en la actividad de NEDD4, pueden tener efectos importantes en la señalización celular y en la progresión de diversas enfermedades. Por ello podemos decir que la desregulación de las vías de señalización celular, en las que NEDD4 está involucrado, puede llevar a enfermedades como el cáncer, la diabetes y enfermedades cardiovasculares, mencionadas anteriormente.

## Regulación de la actividad de NEDD4
La actividad de NEDD4 está regulada por un mecanismo de auto-inhibición que depende del calcio. En ausencia de calcio (Ca2+), NEDD4 adopta una conformación auto-inhibitoria mediante la interacción de su dominio C2 con el dominio HECT, lo que bloquea su actividad enzimática. Cuando hay Ca2+ presente, esta unión se disuelve, permitiendo que el dominio C2 reclute NEDD4 hacia la membrana lipídica y active su función de ubiquitinación.
Además de la regulación dependiente de calcio, ciertas proteínas y modificaciones también influyen en la activación de NEDD4. Las proteínas adaptadoras Ndfip1 y Ndfip2, por ejemplo, pueden estimular su actividad al unirse a los dominios WW de NEDD4 y liberar su conformación auto-inhibitoria. También se ha observado que el aumento de calcio dentro de la célula, como ocurre en infecciones con bacterias gramnegativas como Brucella, puede activar NEDD4 de forma dependiente del calcio.

## Patologías relacionadas
El párkinson es un desorden que se caracteriza por la degeneración de algunas poblaciones neuronales. De esta manera, se producirá una acumulación tóxica de proteínas en el interior de dichas neuronas. La proteína NEDD4 está involucrada en la eliminación de alfa-sinucleína y en la patogénesis de la enfermedad y, permite la regulación  de la toxicidad y de RTP801.
Por otro lado, NEED4 protege a las células neuronales de la toxicidad. Esto quiere decir que el deterioro de la funcionalidad de NEDD4 podría estar involucrada en la degradación neuronal debido al aumento de RTP801.
La deficiencia de NEDD4-2 además se ha relacionado con la enfermedad renal, lo que proporciona una conexión entre la reabsorción de sodio desregulada y la lesión tubular renal. Por otro lado NEDD4L, un miembro de la familia NEDD4, está asociado con el síndrome de Liddle, un trastorno genético caracterizado por hipertensión debido a mutaciones que afectan el canal de sodio epitelial (ENaC).
La familia de ubiquitina ligasa NEDD4 E3 también presenta un papel oncogénico muy importante, de modo una expresión masificada de esta proteína es un indicador de una expansión cancerígena. En este sentido, podría ser un enfoque terapéutico prometedor para el tratamiento de neoplasias malignas, apuntar hacia esta molécula.
Sin embargo, a pesar de que NEED4 está muy relacionada con el cáncer en humanos, también se han revelado estudios que demuestran su capacidad para la supresión tumoral, uniéndose a diferentes proteínas para dirigirlas a la degradación. Por ejemplo la unión con la oncoproteína Myc, que provoca la regulación negativa de los niveles de N-Myc y C-Myc, inhibiendo así la proliferación celular en el neuroblastoma y el cáncer de páncreas.